# Nysätra distrikt, Uppland
Nysätra distrikt är ett distrikt i Enköpings kommun och Uppsala län. 
Distriktet ligger i nordöstra delen av kommunen. 

## Tidigare administrativ tillhörighet
Distriktet inrättades 2016 och utgörs av socknen Nysätra i Enköpings kommun.
Området motsvarar den omfattning Nysätra församling hade vid årsskiftet 1999/2000.